# Batalha de Jaquijahuana
A Batalha de Jaquijahuana foi um conflito travado em 9 de abril de 1548 entre o Vice-Reino do Peru e Governo de Nova Castela, durante a conquista do Império Inca.

## Antecedentes
Após a bem sucedida conquista espanhola do Império Inca, o assassinato de Francisco Pizarro, em 1541, e a execução de seu principal antagonista, Diego de Almagro (1538) e seu filho, El Mozo (1542), a maioria dos principais comandantes do recém-fundado Governo de Nova Castela havia desaparecido na luta pelo poder que se seguiu. Em 1540, o segundo na linha dos irmãos Pizarro, Hernando Pizarro, retornou à Espanha para defender a questão de seu reinado e de seus irmãos no Peru contra as acusações de abuso de poder. Ele acabou sendo preso por ordem de Carlos I. Os almagristas, seguidores de Diego de Almagro, reuniram-se a sua queda na batalha de Chupas em 16 de setembro de 1542.

## Criação do Vice-Reino do Peru
Dois anos mais tarde, o rei Carlos I enviou o seu próprio representante, Blasco Núñez Vela, como o primeiro vice-rei do recém-criado Vice-Reino do Peru, e também para garantir o cumprimento das Leis Novas, promulgadas em 1542 para proteger a população nativa do Peru. Gonzalo Pizarro, no entanto, se recusou a abandonar o poder e a soberania sobre o Peru, uma vez que pertencem a ele e seus irmãos. Com seu homônimo como um símbolo de garantia do reinado anterior dos Pizarros, reuniu simpatizantes, principalmente a oposição ao governador formal de Nova Castela, Cristóbal Vaca de Castro, vencedor da batalha de Chupas sobre os almagristas.
O vice-rei Blasco Núñez Vela chegou a Lima, nova capital do Peru, e foi empossado em 17 de maio de 1544. Logo depois, prendeu Cristóbal Vaca de Castro, ex-governador de Nova Castela, e o mandou de volta para a Espanha. Em 18 de setembro de 1544, Gonzalo Pizarro conseguiu depor Blasco Núñez Vela e o enviou como prisioneiro para o Panamá. Em 28 de outubro, os 1.200 homens do exército de Gonzalo Pizarro entraram em Lima. Após a chegada ao Panamá, Vela foi libertado e desembarcou em Tumbes, passando por Quito, onde reuniu um exército que seguiu para o sul para reivindicar seus direitos de propriedade como vice-rei e governador do Peru. Depois de alguns movimentos, os dois lados entraram em confronto em 18 de janeiro de 1546 na Batalha de Iñaquito, no atual Equador. A superioridade numérica e militar do exército de Pizarro assegurou sua vitória, na qual Blasco Núñez de Vela foi decapitado no campo de batalha. Com isso, começou a luta entre as forças de Gonzalo Pizarro e as forças reais pelo controle do Peru.
Sabendo de todos esses eventos, o rei então nomeou clérigo Pedro de La Gasca, conhecido pela sua integridade, como Presidente da Real Audiência de Lima. De la Gasca desembarcou no Peru em 1547, vindo da Espanha, via Panamá. Não trouxe força armada; apenas o poder real para anistiar aqueles que cometeram traição contra a Coroa espanhola e quisessem se juntar para formar um exército monarquista. Também proclamou que iria suspender as Leis Novas, cuja imposição havia originado um grande número de encomenderos que se somariam ao grupo rebelde de Gonzalo Pizarro. Assim, La Gasca logo formou um exército próprio.

## A batalha
Entre os capitães leais ao Rei que se juntaram às forças de La Gasca está Alonso de Alvarado, o conquistador de Chachapoyas. Finalmente, depois de algumas escaramuças iniciais, a batalha que asseguraria o controle do Peru era inevitável. Os dois exércitos se encontraram perto de Pampa de Anta ou Sacsahuana (chamado pelos espanhóis de "Jaquijahuana"), perto de Cusco. No momento do início da batalha, as forças de Pizarro eram inferiores em número e foram abatidas no campo de batalha, enquanto que no lado de La Gasca, quase não houve mortos. Gonzalo Pizarro, juntamente com seu comandante mais leal, Francisco de Carvajal, apelidado de "Demônio dos Andes", foram capturados no campo de batalha e executados por decapitação.
Depois da vitória, de la Gasca fez esforços para consolidar o controle sobre o Peru que permaneceu sendo uma colônia real e vice-reinado até as ações revolucionárias de Simón Bolívar durante o início do século XIX.